# Miconia eriocalyx
Miconia eriocalyx är en tvåhjärtbladig växtart som beskrevs av Célestin Alfred Cogniaux. Miconia eriocalyx ingår i släktet Miconia och familjen Melastomataceae. Inga underarter finns listade i Catalogue of Life.